# Tasmanien
Tasmanien er en ø og, sammen med 1.000 omkringliggende øer, en delstat i Australien. Den er beliggende 240 km syd for den østlige del af kontinentet og adskilt fra det af Bassstrædet. Tasmanien har et indbyggertal på 541.500 (juni 2021) og et areal på 68.401 km². Hovedstaden og den største by hedder Hobart. 40% af befolkningen bor i eller omkring Hobart.
Tasmanien har haft en indfødt befolkning siden 40.000 f.Kr. Storbritannien kolonialiserede Tasmanien i 1803 og brugte øen som straffekoloni. I løbet af 30 år blev den indfødte befolkning stort set udryddet. De blev dræbt i åben konflikt med bosætterne og af smitsomme sygdomme, som europæerne bragte med sig.
Tasmanien modtog 75.000 straffefanger før transporten ophørte i 1853. I 1901 blev Tasmanien en delstat i den nyoprettede føderation Australien.
I dag har Tasmanien den næstmindste økonomi af de australske delstater og territorier. De største sektorer er turisme, land- og havbrug, uddannelse og sundhedspleje. Tasmanien har en betydelig eksport af landbrugsvarer og har også en stor økoturisme. Omkring 42% af øen er naturbeskyttet under en eller anden form og næsten en fjerdedel indgår i Tasmanian Wilderness, som er på UNESCO's verdensarvsliste. Verdens første miljøparti blev stiftet i Tasmanien.
Kong Frederik Xs hustru, dronning Mary (døbt Mary Donaldson), er født i Tasmanien.

## Navn
I det rekonstruerede Palawa kani sprog kaldes Tasmanien lutruwita. Koloniofficeren George Augustus Robinson registrerede det som Loe.trou.witter og også som Trow.wer.nar, sandsynligvis efter et eller flere af de østlige eller nordøstlige tasmanske sprog. Han registrerede det dog også som navnet for Cape Barren Island. I det 20 århundrede har nogle forfattere brugt det som de indfødtes navn for Tasmanien, stavet "Trowenna" eller "Trowunna". Det regnes i dag kun for at være den rigtige betegnelse for Cape Barren Island, som siden 2014 officielt også har heddet "Truwana".
Tasmanien er opkaldt efter den nederlandske opdagelsesrejsende Abel Tasman, som var den første europæer, der så Tasmanien 24. november 1642. Tasman gav selv øen navnet Antonie van Diemensland efter Antonio van Diemen, guvernøren i Nederlandsk Ostindien, som finansierede Tasmans ekspedition. Navnet blev senere ændret af briterne til Van Diemen's Land, men blev igen officielt ændret til Tasmania 1. januar 1856.
Tasmanien bliver ofte forkortet til "Tas", især i firmanavne og i website adresser. TAS er det australske postvæsens forkortelse for delstaten. Tasmanien har også kaldenavnet "Tassie".

## Historie

### Aboriginerne
De ældste tegn på aboriginere i Tasmanien er 42.000 år gamle. Havstigning afskar Tasmanien fra det australske fastland for 10.000 år siden. Da europæerne startede kolonialiseringen af Tasmanien i 1803, var den aboriginske befolkning opdelt i ni etniske grupper. Det samlede indbyggertal anslås til mellem 3.000 og 10.000. De levede af jagt på kænguruer, wallabier, sæler, skråper, skaldyr og fisk. De praktiserede kontrollerede afbrændinger af bushen for at fremme jagt og ønsket vegetation.

### Europæernes ankomst og styre
Den første europæer i Tasmanien var den nederlandske opdagelsesrejsende Abel Tasman, som 24. november 1642 gik i land i Blackman Bay på sydkysten. Mere end hundrede år senere, i 1772, gik en fransk ekspedition anført af Marc-Joseph Marion du Fresne i land i den nærliggende (og med næsten samme navn) Blackmans Bay. Året efter nåede englænderen Tobias Furneaux til Adventure Bay, der også ligger i samme område. Han opkaldte bugten efter sit skib HMS Adventure. Kaptajn James Cook lagde også til i Adventure Bay i 1777. Matthew Flinders og George Bass sejlede gennem Bass-strædet i 1798–99 og var de første til at fastslå, at Tasmanien eller Van Diemens Land, som det hed på denne tid, er en ø.
Sæl- og hvalfangere brugte de tasmanske øer som base allerede fra 1798, og i august 1803 sendte guvernøren i New South Wales, Philip King, løjtnant John Bowen afsted for at etablere en lille militær forpost på den østlige bred af Derwent River. Målet var at komme eventuelle franske krav på øen i forkøbet. Franskmændene havde allerede haft flere ekspeditioner, der udforskede den australske sydkyst. Bowen gav lejren navnet Risdon. I alt var de 49, hvoraf 21 mandlige og 3 kvindelige straffefanger.
Nogle måneder senere blev en ny bosættelse etableret af kaptajn David Collins med 308 straffefanger 5 kilometer længere mod syd i Sullivans Cove på den vestlige side af Derwent, hvor der var bedre adgang til ferskvand. Denne bosættelse blev senere kendt som Hobart Town eller Hobarton, senere forkortet til Hobart, efter den britiske koloniminister Lord Hobart. Den første bosættelse i Risdon blev senere forladt. Bosætterne i Sullivans Cove blev overladt til sig selv uden yderligere forsyninger, og i 1806 sultede indbyggerne og forsøgte at overleve ved at spise tang og spæk fra opskyllede hvaler.
En mindre koloni blev grundlagt ved Port Dalrymple ved Tamar River i øens nordlige del i oktober 1804 og flere andre bosættelser med straffefanger fulgte efter. Heriblandt den berygtede straffekoloni ved Port Arthur i sydøst og Macquarie Harbour på vestkysten. Tasmanien modtog i alt 75.000 straffefanger svarende til 40% af alle, der blev sendt til Australien. I 1819 var de aboriginske og den britiske befolkning af samme størrelsesorden med omkring 5.000 hver. Hos bosætterne var kun 20% kvinder. Frie bosættere begyndte at ankomme i stort antal fra 1820, lokket til at løfter om gratis jord og arbejdskraft fra straffefanger. Det private firma Van Diemen's Land Company fik monopol på bosættelse på den nordvestlige del af øen, og de første landmålere blev sendt til denne del af øen i 1826. I 1830 boede en tredjedel af Australiens ikke-indfødte befolkning i Tasmanien, og øen havde halvdelen af Australiens opdyrkede land og eksport.

#### Black War
Spændingerne mellem Tasmaniens sorte og hvide indbyggere steg, til dels på grund af øget konkurrence om kænguruer og andet jagtbytte. Opdagelsesrejsende og flådeofficer John Oxley skrev i 1810 at "many atrocious cruelties" (mange grusomheder) blev begået mod aboriginerne af undslupne straffefanger i nord, hvilket igen førte til aboriginske angreb på enlige hvide jægere. Fjendtlighederne blev forværret, da 600 kolonister ankom fra Norfolk Island mellem 1807 og 1813. De byggede farme langs Derwent River og øst og vest for Launceston. I alt beslaglagde de omkring 10 % af Tasmaniens areal. I 1824 var kolonibefolkningen steget til 12.600, og der var 200.000 får. Den hurtige kolonialisering omdannede traditionelle jagtområder for kænguruer til græsningsområder for husdyr med hegn, hække og stendiger. Politi og militærpatruljer kontrollerede straffefangerne, som arbejdede på farmene.
Volden accelererede midt i 1820'erne i det, der blev kendt som "Black War" (den sorte krig). Medens de indfødte indbyggere var desperate på grund af svindende fødegrundlag og bortførsel af kvinder og piger, så angreb bosætterne for at få hævn og stoppe truslen fra de indfødte. Der var et stor underskud af hvide kvinder. Hos kolonisterne var der seks gange så mange mænd som kvinder i 1822 — og endnu mere ekstremt hos straffefangerne, hvor det var 16 til én. Historikeren Nicholas Clements har foreslået at "voracious appetite" (glubende appetit) på de indfødte kvinder, var den vigtigste udløser for eksplosionen i volden sidst i 1820'erne.
Fra 1825 til 1828 mere end fordobledes antallet af aboriginske angreb hvert år, hvilket skabte panik blandt bosætterne. I løbet af sommeren 1826-7 , angreb klaner fra Big River, Oyster Bay og North Midlands farmere med spyd, og gjorde det klart, at de ønskede bosætterne med deres får og kvæg væk fra deres kængurujagtområder. Bosætterne svarede hårdt igen, hvilket resulterede i massedrab. I november 1826 udstedte guvernør George Arthur en regeringserklæring om, at bosætterne havde ret til at dræbe de indfødte, hvis de eller deres ejendom blev angrebet. I de følgende måneder blev mere end 200 aboriginere dræbt i bosætternes områder som hævn for 15 døde bosættere. Efter yderligere otte måneder var dødstallet steget til 43 bosættere og formentligt omkring 350 aboriginere. Næsten 300 britiske soldater blev sendt ind i bosætternes områder, og i november 1828 erklærede Arthur undtagelsestilstand og gav soldaterne lov til at skyde på enhver aboriginer i de bosatte områder. Undtagelsestilstanden var i kraft i over tre år, den længste i Australiens historie.
I november 1830 organiserede Arthur den såkaldte "Black Line" (sorte linje). Alle sunde og raske mænd blandt bosætterne skulle samles på ét af syv steder i bosætterområderne og danne en 300 kilometer lang kæde i et forsøg på at fordrive alle aboriginere fra regionen og ud på den Tasmanske Halvø (en lille halvø på østsiden af Tasmanien), Forsøget mislykkedes og blev afbrudt efter syv uger, men Tasmaniens indfødte befolkning var faldet til omkring 300.

#### Fjernelsen af aboriginerne
Efter fjendtlighederne mellem bosættere og aboriginere indstilledes i 1832, blev næsten alle de overlevende indfødte overtalt eller tvunget af regeringsrepræsentanten George Augustus Robinson til at flytte til Flinders Island. Mange døde hurtigt af smitsomme sygdomme, som de ikke havde immunitet imod, hvilket reducerede befolkningen yderligere. Af dem, der blev flyttet fra Tasmanien, var den sidste, der døde, Truganini, i 1876.
Den næsten totale udryddelse af Tasmaniens aboriginske befolkning er blevet betegnet som folkemord af historikere som Robert Hughes, James Boyce, Lyndall Ryan og Tom Lawson. Andre historikere som Henry Reynolds, Richard Broome og Nicholas Clements vil ikke bruge betegnelsen folkemord og begrunder det med, at kolonimyndighederne ikke havde til hensigt at udrydde den indfødte befolkning helt eller delvist. Boyce har hævdet, at en regeringserklæring fra april 1828 om adskillelse indført fra hvide indbyggere godkendte brugen af vold mod aboriginerne alene, fordi de var aboriginere". Reynolds, Broome og Clements påpeger til gengæld, at der var åben krig på det tidspunkt. Boyce beskrev beslutningen om, at fjerne alle aboriginere fra Tasmanien efter 1832, da de havde opgivet deres kamp mod de hvide bosættere, som en ekstrem handling. Han konkluderede at kolonistyret fra 1832 til 1838 lavede en etnisk udrensning af den vestlige halvdel af Van Diemens Land. Clements og Flood noterer, at der ikke desto mindre var endnu en bølge af vold i det nordvestlige Tasmanien i 1841, da tilbageblevne aboriginere angreb bosætteres hytter.

#### Selvstændig koloni (1825) og navneskift (1856)
Van Diemen's Land var indtil 1825 en del af kolonien New South Wales. 3. december 1825 blev den udråbt som en separat koloni med sin egen domstol og lovgivende forsamling.
I 1850 boede der omkring 70.000 indbyggere i Tasmanien. Kolonien modtog de sidste straffefanger i 1853 og skiftede navn til Tasmanien i 1856, til dels for at den voksende gruppe af frie bosættere kunne lægge afstand til øens fortid som straffefangekoloni. Den lovgivende forsamling i Van Diemens Land udarbejdede en ny forfatning, som blev godkendt af Storbritannien i 1855. I 1856 samledes et nyvalgt parlament med to kamre for første gang, og Tasmanien var hermed en selvstyrende koloni i det Britiske Imperium.
Koloniens økonomi havde op- og nedture, men for det meste var økonomien god og voksede støt. Kolonien havde få ydre trusler og stærke handelsbånd med imperiet. De vigtigste indtægtskilder var uld, som blev solgt på det internationale marked, og hvede som blev solgt til andre britiske kolonier. I den sidste halvdel af det 19. århundrede var den tasmanske hvede ikke længere konkurrencedygtig, hvilket førte til en økonomisk krise i 1860'erne. I det efterfølgende årti blev minedrift en vigtig indtægtskilde. Vestkysten, hvor man fandt tin, sølv og jernmalm, blev centrum for minedriften. Det gjorde til gengæld den tasmanske økonomi afhængig af råvarepriserne, og da priserne faldt, førte det til en ny økonomisk krise i 1890'erne.
I slutningen af det 19. århundrede var øen også blevet et af verdens centre for skibsbyggeri. De tasmanske værfter kunne dog ikke klare skiftet fra træskibe til jernskibe.
Tasmanien opbyggede en lokal forsvarsstyrke, som spillede en betydelig rolle i den anden boerkrig i Sydafrika, og to tasmanske soldater blev, som de første australiere, tildelt Victoria-korset for deres indsats.

#### Føderation
I 1901 blev kolonien Tasmanien forenet med de fem andre australske kolonier i føderationen Australien. Af de australske kolonier havde Tasmanien den højeste stemmeandel for føderationen.

### 20. og 21. århundrede
Tasmanien var det første sted på den sydlige halvkugle, som fik elektrisk lys, startende med Launceston i 1885 og Zeehan i 1900. Delstatens økonomi blomstrede igen efter århundredeskiftet sammen med minedriften indtil 1. verdenskrig. I 1901 var delstatens befolkning 172.475.
I 1914 overtog delstatsregeringen byggeriet af et vandkraftværk fra et privat firma, der var gået konkurs. I 1916 åbnede det første delstatsejede vandkraftværk i Tasmanien. Flere vandkraftværker fulgte efter og adgangen til billig energi lokkede en mængde industrivirksomheder til Tasmanien.
I 1943 blev tasmaneren Enid Lyons det første kvindelige medlem af Repræsentanternes Hus i Australien, da hun vandt sædet i Darwin.
Efter anden verdenskrig kom mange immigranter til Tasmanien for at arbejde på nye dæmningsprojekter. Aktiviteterne er i dag samlet i det delstatsejede Hydro Tasmania. Hydros indflydelse kulminerede i 1970'erne, hvor delstatsregeringen annoncerede planer om at oversvømme den naturmæssigt vigtige sø Lake Pedder. Der var stor folkelig modstand mod oversvømmelsen, og det førte til at United Tasmania Group, verdens første grønne parti, blev oprettet. Kampagnen mod Franklin Dam i starten af 1980'erne fik national og international opmærksomhed. Dæmningsbyggeriet blev stoppet af den føderale regering i 1983.
Efter 2. verdenskrig startede en større urbanisering, og byer som Ulverstone voksede kraftigt. Tasmanien fik ry som "Sydens Sanitorium" og et helsefokuseret turisteventyr begyndte. Den første bilfærge mellem fastlandet og Australien begyndte at sejle i 1959. For at understøtte turismen gav Tasmanien tilladelse til det første kasino i Australien i 1968. Dronning Elizabeth 2. besøgte delstaten i 1954. 1950'erne og 1960'erne blev præget af flere nye offentlige institutioner, som Tasmanian Housing Department og det offentlige busselskab Metro Tasmania. Et fængsel åbnede ved Risdon i 1960. Samme år åbnede biblioteket State Library of Tasmania. University of Tasmania flyttede til sin nuværende placering i 1963.
Tasmanien blev hårdt ramt af skovbrande i 1967, som dræbte 62 mennesker og afbrændte 264.000 ha på fem timer. I 1975 kollapsede Tasman Bridge, da den blev ramt af et skib. Broen var den eneste i Hobart, som gik over Derwent River. Nærmeste bro lå 20 kilometer mod nord ved Bridgewater.
Stigende miljøbevidsthed førte i 1980'erne til åbningen af Australian Antarctic Divisions hovedkvarter i Kingston syd for Hobart, og oprettelsen af Tasmanian Wilderness World Heritage Area, der er et naturbeskyttelsesområde på 20% af Tasmaniens areal. I 1983 åbnede den australske forskningsinstitution CSIRO et center for havstudier i Hobart. Pave Johannes Paul 2. holdt messe på Elwick Racecourse i 1986.
1990'erne var karakteriseret af kampen for homoseksuelles rettigheder, som kulminerede da FN's menneskerettighedsråd blandede sig i 1997, og da homoseksualitet blev afkriminaliseret samme år. Christine Milne blev den første kvindelige leder af et politisk parti i Tasmanien i 1993, og en større kommunalreform reducerede antallet af kommuner fra 46 til 29.
I Port Arthur massakren i 1996 skød og dræbte en enkelt mand 35 mennesker (både lokale og turister) og sårede 21 andre. Det førte til en revision af våbenlovgivningen i hele Australien, og Tasmaniens lovgivning blev en af de strengeste i Australien.
I 2000 besøgte dronning Elizabeth 2. igen Tasmanien. I 2004 døde den siddende premierminister Jim Bacon af lungekræft. I januar 2011 åbnede filantropen David Walsh det internationalt anerkendte kunstmuseum Museum of Old and New Art (MONA) i Hobart. I løbet af 12 måneder blev MONA Tasmaniens største turistattraktion.

## Geografi
Tasmanien er Australiens største ø med et areal på 68.401 km2. Den ligger midt i den berygtede vind de "brølende fyrrere", som omslutter hele jorden. Mod nord adskiller Bassstrædet, som er 240 km på det smalleste sted, øen fra det australske fastland. Omkring 2.500 kilometer syd for Tasmanien ligger Antarktis. Alt efter hvilke grænser, man benytter for verdenshavene, kan man sige at Tasmanien er omgivet af det Sydlige Ishav, eller at Stillehavet ligger mod øst og det Indiske ocean mod vest. Efter andre definitioner har Tasmanien den Australske Bugt mod vest og det Tasmanske Hav mod øst. Det sydligste punkt på det tasmanske fastland er 43°38′37″S 146°49′38″Ø / 43.64361°S 146.82722°Ø ved South East Cape, og det nordligste er 40°38′26″S 144°43′33″Ø / 40.64056°S 144.72583°Ø i Woolnorth / Temdudheker nær Cape Grim / Kennaook. Tasmanien ligger på samme breddegrad som Sydøen i New Zealand og dele af Patagonien i Sydamerika.
Den mest bjergrige region er Central Highlands, som dækker størstedelen af det centrale og vestlige Tasmanien. Midlands i det centrale øst er relativ fladt og bliver overvejende brugt til landbrug, som dog findes spredt over hele øen. Tasmaniens højeste bjerg er Mount Ossa på 1.617 m. Store dele af Tasmanien er stadig dækket af tæt skov. Southwest National Park og de omkringliggende områder har nogle af de sidste tempererede regnskove på den sydlige halvkugle. Tarkine, som omfatter Savage River National Park, længst mod nordvest er Australiens største tempererede regnskov på omkring 3.800 km2. Med sine mange bjerge har Tasmanien et stort antal floder. Flere af de største floder er opdæmmede for at udnytte vandkraftpotentialet. Tasmaniens mest befolkede områder ligger typisk omkring flodudmundinger.
Delstaten Tasmanien består udover hovedøen af mindst tusind andre øer. De største er Flinders Island i Furneaux-gruppen i Bassstrædet, King Island i den vestlige del af Bassstrædet, Cape Barren Island syd for Flinders Island, Bruny Island adskilt fra Tasmanien af D'Entrecasteaux Channel, Macquarie Island 1.500 km fra Tasmanien og Maria Island ud for østkysten. Tasmanien har en række bjergkæder enkeltliggende såvel som sammenhængende. På størstedelen af øen er den sorte bjergart diabas synlig. Den vestlige halvdel er geologisk ældst, mere bjergrig og har græssletter, tempererede regnskove og bjergkæder af kvartsit som Federation Peak og Frenchmans Cap. Disse bjergkæder er den væsentligste årsag til, at den vestlige halvdel af Tasmanien modtager størstedelen af nedbøren, hvilket også medfører forskelle i vegetationen. Central Highlands har et stort plateau med bjergkæder og stejle skrænter på nordsiden aftagende mod syd. Nordvest for dette ligger et mindre plateau, som grænser op til Tarkine.

### Klima
Tasmanien har et relativ køligt klima i forhold til resten af Australien uden de varme somre og med fire tydelige årstider. Sommer er fra december til februar, hvor havets maksimale gennemsnitstemperatur når 21 °C og det indre af landet omkring Launceston når 24 °C. Andre områder inde i landet er langt køligere. Liawenee i Central Plateau, som er et af de koldeste steder i Australien, har 4 °C og 17 °C i februar. Efterår er fra marts til maj med hovedsageligt stabilt vejr, hvor sommer gradvist skifter til vinter. Vintermånederne er fra juni til august og er normalt de vådeste og koldeste. De højestliggende områder får betydelige mængder sne. Gennemsnitligt maksimum om vinteren er 12 °C langs kysten og 3 °C på det centrale plateau på grund af en række koldfronter fra det Sydlige Ishav. Forår er fra september til november og er ustabil overgang fra vinter til sommer. Snefald kan forekomme helt til oktober. Foråret er normalt den mest vindrige årstid, hvor havbriser om eftermiddagen præger kystområderne.
| Vejr for Hobart (Battery Point)                                            | Vejr for Hobart (Battery Point) | Vejr for Hobart (Battery Point) | Vejr for Hobart (Battery Point) | Vejr for Hobart (Battery Point) | Vejr for Hobart (Battery Point) | Vejr for Hobart (Battery Point) | Vejr for Hobart (Battery Point) | Vejr for Hobart (Battery Point) | Vejr for Hobart (Battery Point) | Vejr for Hobart (Battery Point) | Vejr for Hobart (Battery Point) | Vejr for Hobart (Battery Point) | Vejr for Hobart (Battery Point) |
|                                                                            | Jan                             | Feb                             | Mar                             | Apr                             | Maj                             | Jun                             | Jul                             | Aug                             | Sep                             | Okt                             | Nov                             | Dec                             | År                              |
| -------------------------------------------------------------------------- | ------------------------------- | ------------------------------- | ------------------------------- | ------------------------------- | ------------------------------- | ------------------------------- | ------------------------------- | ------------------------------- | ------------------------------- | ------------------------------- | ------------------------------- | ------------------------------- | ------------------------------- |
| Højest målte °C                                                            | 41,8                            | 40,1                            | 39,1                            | 31                              | 25,7                            | 20,6                            | 22,1                            | 24,5                            | 31                              | 34,6                            | 36,8                            | 40,6                            | 41,8                            |
| Gennemsnitlig maks °C                                                      | 22,7                            | 22,2                            | 20,7                            | 17,9                            | 15,3                            | 12,7                            | 12,6                            | 13,7                            | 15,7                            | 17,6                            | 19,1                            | 21                              | 17,6                            |
| Gennemsnitlig min °C                                                       | 13                              | 12,8                            | 11,6                            | 9,4                             | 7,6                             | 5,5                             | 5,2                             | 5,6                             | 6,9                             | 8,3                             | 10                              | 11,6                            | 9                               |
| Lavest målte °C                                                            | 3,3                             | 3,4                             | 1,8                             | 0,7                             | −1,6                            | −2,8                            | −2,8                            | −1,8                            | −0,8                            | 0                               | 0,3                             | 3,3                             | −2,8                            |
| Gennemsnitlig regn mm                                                      | 43,7                            | 37,8                            | 37                              | 42,6                            | 39,2                            | 46                              | 44,5                            | 63                              | 55,6                            | 52,8                            | 50,7                            | 53                              | 565,9                           |
| Gns. dage med regn (≥ 0.2 mm)                                              | 9,5                             | 9,1                             | 11,3                            | 11,1                            | 12                              | 12,4                            | 14,1                            | 15,3                            | 15,7                            | 15                              | 13,5                            | 11,7                            | 150,7                           |
| Gns. luftf. eftermiddag (%)                                                | 51                              | 52                              | 52                              | 56                              | 58                              | 64                              | 61                              | 56                              | 53                              | 51                              | 53                              | 49                              | 55                              |
| Gns. månedlige solskinstimer                                               | 257,3                           | 226                             | 210,8                           | 177                             | 148,8                           | 132                             | 151,9                           | 179,8                           | 195                             | 232,5                           | 234                             | 248                             | 2.393,1                         |
| Pct. af muligt solskin                                                     | 59                              | 62                              | 57                              | 59                              | 53                              | 49                              | 53                              | 58                              | 59                              | 58                              | 56                              | 53                              | 56                              |
| Kilde 1: Bureau of Meteorology (1991–2020 averages; extremes 1882–present) |                                 |                                 |                                 |                                 |                                 |                                 |                                 |                                 |                                 |                                 |                                 |                                 |                                 |
| Kilde 2: Bureau of Meteorology, Hobart Airport (sunshine hours)            |                                 |                                 |                                 |                                 |                                 |                                 |                                 |                                 |                                 |                                 |                                 |                                 |                                 |

| Vejr for Launceston (Ti Tree Bend)                                            | Vejr for Launceston (Ti Tree Bend) | Vejr for Launceston (Ti Tree Bend) | Vejr for Launceston (Ti Tree Bend) | Vejr for Launceston (Ti Tree Bend) | Vejr for Launceston (Ti Tree Bend) | Vejr for Launceston (Ti Tree Bend) | Vejr for Launceston (Ti Tree Bend) | Vejr for Launceston (Ti Tree Bend) | Vejr for Launceston (Ti Tree Bend) | Vejr for Launceston (Ti Tree Bend) | Vejr for Launceston (Ti Tree Bend) | Vejr for Launceston (Ti Tree Bend) | Vejr for Launceston (Ti Tree Bend) |
|                                                                               | Jan                                | Feb                                | Mar                                | Apr                                | Maj                                | Jun                                | Jul                                | Aug                                | Sep                                | Okt                                | Nov                                | Dec                                | År                                 |
| ----------------------------------------------------------------------------- | ---------------------------------- | ---------------------------------- | ---------------------------------- | ---------------------------------- | ---------------------------------- | ---------------------------------- | ---------------------------------- | ---------------------------------- | ---------------------------------- | ---------------------------------- | ---------------------------------- | ---------------------------------- | ---------------------------------- |
| Højest målte °C                                                               | 39                                 | 34,4                               | 33                                 | 27,7                               | 22                                 | 18,4                               | 18,4                               | 20,3                               | 24,8                               | 28,7                               | 30,7                               | 33,8                               | 39                                 |
| Gennemsnitlig maks °C                                                         | 24,8                               | 24,6                               | 22,7                               | 18,9                               | 15,8                               | 13,3                               | 12,8                               | 13,8                               | 15,7                               | 18,2                               | 20,5                               | 22,7                               | 18,7                               |
| Gennemsnitlig min °C                                                          | 12,6                               | 12,5                               | 10,3                               | 7,5                                | 5                                  | 2,9                                | 2,5                                | 3,5                                | 5,2                                | 7                                  | 9,1                                | 10,9                               | 7,4                                |
| Lavest målte °C                                                               | 2,5                                | 3,4                                | 0,5                                | −1,5                               | −3                                 | −4,9                               | −5,2                               | −3,6                               | −3,4                               | −1,4                               | −2                                 | 2                                  | −5,2                               |
| Gennemsnitlig regn mm                                                         | 51,5                               | 35,2                               | 38,8                               | 51                                 | 63,1                               | 66,9                               | 78,3                               | 83,8                               | 65,5                               | 48                                 | 52,9                               | 45,8                               | 680,8                              |
| Gns. dage med regn (≥ 1 mm)                                                   | 4,8                                | 4,6                                | 4,4                                | 6,5                                | 7,6                                | 8,3                                | 9,7                                | 10,9                               | 10                                 | 7,5                                | 7                                  | 5,8                                | 87,1                               |
| Gns. luftf. eftermiddag (%)                                                   | 48                                 | 49                                 | 48                                 | 56                                 | 63                                 | 69                                 | 69                                 | 63                                 | 59                                 | 54                                 | 52                                 | 49                                 | 57                                 |
| Gns. månedlige solskinstimer                                                  | 285,2                              | 256,9                              | 241,8                              | 198                                | 155                                | 135                                | 142,6                              | 170,5                              | 201                                | 254,2                              | 267                                | 282,1                              | 2.589,3                            |
| Kilde 1: Bureau of Meteorology (1991–2020 averages; extremes 1980–present)    |                                    |                                    |                                    |                                    |                                    |                                    |                                    |                                    |                                    |                                    |                                    |                                    |                                    |
| Kilde 2: Bureau of Meteorology, Launceston Airport (1981–2004 sunshine hours) |                                    |                                    |                                    |                                    |                                    |                                    |                                    |                                    |                                    |                                    |                                    |                                    |                                    |

| Vejr for Burnie (Round Hill)                              | Vejr for Burnie (Round Hill) | Vejr for Burnie (Round Hill) | Vejr for Burnie (Round Hill) | Vejr for Burnie (Round Hill) | Vejr for Burnie (Round Hill) | Vejr for Burnie (Round Hill) | Vejr for Burnie (Round Hill) | Vejr for Burnie (Round Hill) | Vejr for Burnie (Round Hill) | Vejr for Burnie (Round Hill) | Vejr for Burnie (Round Hill) | Vejr for Burnie (Round Hill) | Vejr for Burnie (Round Hill) |
|                                                           | Jan                          | Feb                          | Mar                          | Apr                          | Maj                          | Jun                          | Jul                          | Aug                          | Sep                          | Okt                          | Nov                          | Dec                          | År                           |
| --------------------------------------------------------- | ---------------------------- | ---------------------------- | ---------------------------- | ---------------------------- | ---------------------------- | ---------------------------- | ---------------------------- | ---------------------------- | ---------------------------- | ---------------------------- | ---------------------------- | ---------------------------- | ---------------------------- |
| Højest målte °C                                           | 33,8                         | 30,8                         | 28,9                         | 26,2                         | 20,6                         | 18,8                         | 18,3                         | 18,9                         | 22,4                         | 23,7                         | 31,5                         | 31,2                         | 33,8                         |
| Gennemsnitlig maks °C                                     | 21,2                         | 21,5                         | 20,3                         | 18                           | 15,6                         | 13,7                         | 13                           | 13,4                         | 14,6                         | 16,1                         | 18,1                         | 19,6                         | 17,1                         |
| Gennemsnitlig min °C                                      | 13,3                         | 13,8                         | 12,5                         | 10,8                         | 9,1                          | 7,3                          | 6,6                          | 6,7                          | 7,4                          | 8,5                          | 10,3                         | 11,7                         | 9,8                          |
| Lavest målte °C                                           | 5,2                          | 5,8                          | 3,6                          | 3                            | 1,8                          | 0,2                          | −1                           | 0,2                          | 0,4                          | 1,6                          | 2,7                          | 3,1                          | −1                           |
| Gennemsnitlig nedbør mm                                   | 43                           | 33,9                         | 42,7                         | 67,7                         | 80,3                         | 97                           | 104,5                        | 104                          | 92,5                         | 74                           | 63                           | 62,1                         | 865,5                        |
| Gns. dage med regn (≥ 0.2 mm)                             | 9,9                          | 7,1                          | 9                            | 11                           | 13,8                         | 15                           | 17,1                         | 17,4                         | 16,5                         | 14,6                         | 11,9                         | 10,3                         | 153,6                        |
| Gns. daglige solskinstimer                                | 8,2                          | 7,7                          | 6,2                          | 5,3                          | 4,1                          | 4                            | 4,1                          | 4,5                          | 5,3                          | 6,8                          | 7,3                          | 7,5                          | 5,9                          |
| Kilde 1: Bureau of Meteorology                            |                              |                              |                              |                              |                              |                              |                              |                              |                              |                              |                              |                              |                              |
| Kilde 2: Bureau of Meteorology (1965–1993 sunshine hours) |                              |                              |                              |                              |                              |                              |                              |                              |                              |                              |                              |                              |                              |

| Vejr for Mount Read (1,120 m AMSL) | Vejr for Mount Read (1,120 m AMSL) | Vejr for Mount Read (1,120 m AMSL) | Vejr for Mount Read (1,120 m AMSL) | Vejr for Mount Read (1,120 m AMSL) | Vejr for Mount Read (1,120 m AMSL) | Vejr for Mount Read (1,120 m AMSL) | Vejr for Mount Read (1,120 m AMSL) | Vejr for Mount Read (1,120 m AMSL) | Vejr for Mount Read (1,120 m AMSL) | Vejr for Mount Read (1,120 m AMSL) | Vejr for Mount Read (1,120 m AMSL) | Vejr for Mount Read (1,120 m AMSL) | Vejr for Mount Read (1,120 m AMSL) |
|                                    | Jan                                | Feb                                | Mar                                | Apr                                | Maj                                | Jun                                | Jul                                | Aug                                | Sep                                | Okt                                | Nov                                | Dec                                | År                                 |
| ---------------------------------- | ---------------------------------- | ---------------------------------- | ---------------------------------- | ---------------------------------- | ---------------------------------- | ---------------------------------- | ---------------------------------- | ---------------------------------- | ---------------------------------- | ---------------------------------- | ---------------------------------- | ---------------------------------- | ---------------------------------- |
| Højest målte °C                    | 30,4                               | 29,5                               | 27,9                               | 19                                 | 15,3                               | 11,4                               | 10                                 | 12,5                               | 16,2                               | 22,6                               | 24,5                               | 27,6                               | 30,4                               |
| Gennemsnitlig maks °C              | 14,4                               | 14,2                               | 12                                 | 8,9                                | 6,4                                | 4,7                                | 3,7                                | 3,9                                | 5,6                                | 7,8                                | 10,8                               | 12,1                               | 8,7                                |
| Gennemsnitlig min °C               | 5,8                                | 6,2                                | 5,1                                | 3,4                                | 2,2                                | 1                                  | 0,2                                | −0,1                               | 0,4                                | 1,4                                | 3,2                                | 4,1                                | 2,7                                |
| Lavest målte °C                    | −1,2                               | −0,8                               | −4,7                               | −4,5                               | −3,9                               | −5,2                               | −5                                 | −5,3                               | −5,1                               | −5                                 | −4                                 | −2,3                               | −5,3                               |
| Gennemsnitlig nedbør mm            | 201,1                              | 174,4                              | 264,2                              | 283,7                              | 397,4                              | 341,1                              | 391,5                              | 336,3                              | 377,1                              | 397,6                              | 220,4                              | 292,2                              | 3.628,1                            |
| Gns. dage med nedbør               | 19,1                               | 17,4                               | 22,5                               | 24                                 | 26,7                               | 25,9                               | 26,6                               | 25,6                               | 25,8                               | 25,9                               | 21,2                               | 21,7                               | 282,4                              |
| Gns. luftfugtighed (%)             | 76                                 | 75                                 | 84                                 | 88                                 | 94                                 | 92                                 | 95                                 | 93                                 | 91                                 | 84                                 | 77                                 | 80                                 | 86                                 |
| Kilde:                             |                                    |                                    |                                    |                                    |                                    |                                    |                                    |                                    |                                    |                                    |                                    |                                    |                                    |

| Vejr for Liawenee (1,057 m AMSL) | Vejr for Liawenee (1,057 m AMSL) | Vejr for Liawenee (1,057 m AMSL) | Vejr for Liawenee (1,057 m AMSL) | Vejr for Liawenee (1,057 m AMSL) | Vejr for Liawenee (1,057 m AMSL) | Vejr for Liawenee (1,057 m AMSL) | Vejr for Liawenee (1,057 m AMSL) | Vejr for Liawenee (1,057 m AMSL) | Vejr for Liawenee (1,057 m AMSL) | Vejr for Liawenee (1,057 m AMSL) | Vejr for Liawenee (1,057 m AMSL) | Vejr for Liawenee (1,057 m AMSL) | Vejr for Liawenee (1,057 m AMSL) |
|                                  | Jan                              | Feb                              | Mar                              | Apr                              | Maj                              | Jun                              | Jul                              | Aug                              | Sep                              | Okt                              | Nov                              | Dec                              | År                               |
| -------------------------------- | -------------------------------- | -------------------------------- | -------------------------------- | -------------------------------- | -------------------------------- | -------------------------------- | -------------------------------- | -------------------------------- | -------------------------------- | -------------------------------- | -------------------------------- | -------------------------------- | -------------------------------- |
| Højest målte °C                  | 32,3                             | 31,2                             | 28,6                             | 22,9                             | 20,1                             | 14,5                             | 12                               | 17,1                             | 18,5                             | 25,3                             | 27,4                             | 31,2                             | 32,3                             |
| Gennemsnitlig maks °C            | 19,1                             | 18,4                             | 16,1                             | 12,4                             | 9                                | 6,6                              | 5,6                              | 6,5                              | 9                                | 12                               | 15                               | 16,6                             | 12,2                             |
| Gennemsnitlig min °C             | 5,4                              | 5,2                              | 3,8                              | 1,8                              | 0,2                              | −1                               | −1,6                             | −1,3                             | −0,5                             | 0,7                              | 2,8                              | 3,9                              | 1,6                              |
| Lavest målte °C                  | −3,9                             | −3,6                             | −6,9                             | −7,7                             | −10,5                            | −11,2                            | −12,2                            | −14,2                            | −10,7                            | −7,9                             | −6,8                             | −4,5                             | −14,2                            |
| Gennemsnitlig nedbør mm          | 48,9                             | 37,4                             | 64,5                             | 65,9                             | 89,4                             | 104,3                            | 119,7                            | 128,8                            | 110,5                            | 69,2                             | 63,5                             | 59,1                             | 923                              |
| Gns. dage med nedbør             | 9,4                              | 9,3                              | 12,3                             | 12,9                             | 16,5                             | 17,5                             | 19,7                             | 20,6                             | 17,7                             | 15,9                             | 14,1                             | 13                               | 178,9                            |
| Gns. månedlige solskinstimer     | 297,6                            | 245,8                            | 235,6                            | 180                              | 139,5                            | 105                              | 120,9                            | 161,2                            | 201                              | 232,5                            | 261                              | 272,8                            | 2.452,9                          |
| Kilde: Bureau of Meteorology     |                                  |                                  |                                  |                                  |                                  |                                  |                                  |                                  |                                  |                                  |                                  |                                  |                                  |

## Flora og Fauna
Tasmanien er geografisk isoleret og kendt for sin unikke flora og fauna.

### Flora
Tasmanien har en ekstremt varieret vegetation fra græssletterne i de tørre Midlands til de høje stedsegrønne eukalyptus-skove, alpine hedeområder, tempererede regnskove og hedeområder i resten af delstaten. Mange arter findes kun i Tasmanien og andre er beslægtet med arter i Sydamerika og New Zealand gennem fælles forløbere i superkontinentet Gondwana for 50 millioner år siden. Nothofagus gunnii, også kendt som australsk bøg, er det eneste oprindelige træ i det tempererede Australien, som er løvfældende, og det findes kun i Tasmanien.
Blandt de karakteristiske plantearter i Tasmanien findes:
- Eucalyptus regnans (bjergeukalyptus) - verdens højeste blomstrende træ, som kan blive 100 m højt.[58]
- Nothofagus cunninghamii (myrtle beech) - det talrigeste af de høje træer i den tempererede regnskov.
- Nothofagus gunnii (deciduous beech) - Australiens eneste træ, som smider bladene om vinteren.
- Atherosperma moschatum (blackheart sassafras) - et almindeligt træ i regnskoven med en duft af muskatnød.
- Lagarostrobos franklinii (Huon pine) - en af de ældste træarter.
- Phyllocladus aspleniifolius (celery-top pine) - et nåletræ med selleriformede blade.
- Athrotaxis (tasmansk ceder/redwood) - en familie med tre arter, som er beslægtet med sequoia.[59]
- Eucryphia lucida (leatherwood) - træ, hvis blomst er et symbol for Tasmanien. Den giver også en unik honning.[60]

#### Bush tucker
Tasmaniens natur har en række spiselige planter også kaldet bush tucker i Australien. Disse planter blev samlet af de tasmanske aboriginere. Saften fra cider gum (Eucalyptus gunnii) brugtes til sirup og alkohol (cider). Fra træer som wattles (akacier) spiste man frøene eller knuste dem til pulver. Der var også mange bær som snebær (Gaultheria hispida), frugt som heartberry (Aristotelia peduncularis), og grøntsager som river mint (Mentha australis), men ingen afgrøder som majs, som kunne bruges til en større produktion.

### Fauna
Tasmanien har en høj grad af endemisme, men også mange dyr, man finder på det australske fastland. Tasmanien var hjemsted for den tasmanske pungulv, et pungdyr, som mindede om en fossa eller som nogle siger en vild hund. Den er bedre kendt som den tasmanske tiger på grund af de karakteristiske striber på ryggen. Den blev udryddet på det australske fastland allerede i forhistorisk tid, fordi den tabte konkurrencen med den indførte dingo. I Tasmanien blev den forfulgt af farmere, regeringsstøttede dusørjægere og senere samlere fra udenlandske museer. Den sidste tasmanske pungulv døde i en zoo i Hobart i 1936. Den tasmanske djævel var herefter verdens største kødædende pungdyr. I dag findes den kun vildtlevende i Tasmanien.
Tasmanien er et eksempel på økæmpevækst, og øen har en række arter/underarter, som er de største af sin slags. Det gælder f.eks. næbdyret,den truede tasmanske kilehaleørn (Aquila audax fleayi), den tasmanske slørugle (Tyto novaehollandiae castanops), en kæmpe flodkrebs (Astacopsis gouldi), gullappet honningæder (Anthochaera paradoxa), grøn rosella (Platycercus caledonicus) og flere andre. Tasmanien har også de tre eneste trækkende papegøjer: den kritisk truede orangebuget græsparakit (Neophema chrysogaster), blåvinget græsparakit (Neophema chrysostoma) og verdens hurtigste papegøje svaleparakit (Lathamus discolor). Tasmanien har ialt 12 endemiske fuglearter.

### Naturbeskyttelse
Lige som resten af Australien har Tasmanien et problem med truede arter og især mange tasmanske underarter. Et kendt eksempel er den tasmanske djævel, som er truet af en speciel cancer sygdom. Andre arter er allerede udryddet, primært som følge af menneskets indblanding. Det gælder den tasmanske pungulv og den tasmanske emu.  Der er omkring 90 hvirveldyr, som er klassificeret som sårbare eller truede af delstaten eller andre myndigheder.  Tasmanien har verdens højeste antal trafikdræbte dyr per kilometer vej. Det anslås, at mindst 300.000 dyr bliver dræbt om året.
21% af tasmanien er dækket af nationalparker. Tasmanian Wilderness World Heritage Area (TWWHA) blev optaget på UNESCO's verdensarvsliste i 1982. I 2014 besluttede den føderale regering med den liberale Tony Abbott i spidsen meget kontroversielt, at søge om få fjernet 70.000 ha fra TWWHA, så det kunne bruges til skovdrift. Anmodningen blev afvist af FN's verdensarvskomite i Doha. Miljøbevægelser har igennem 2010'erne forsøgt at få etableret en nationalpark i Tarkine-regionen, hvor den største tempererede regnskov ligger. Der er både minedrift og skovbrug i regionen, og økonomiske interesser har hidtil stoppet nationalparken.

## Demografi
Tasmaniens befolkning er mere homogen end i de andre australske delstater. De fleste er af irsk og britisk afstamning, og omkring 65% af indbyggerne er efterkommere af ca. 10.000 "oprindelige familier" fra midten af det 19. århundrede.
Indtil 2012 var Tasmanien den eneste delstat i Australien, hvor fertilitetsraten var over 2,1 børn per kvinde, som er grænsen for hvornår befolkningen kan opretholdes uden indvandring. I 2020 var fertilitetsraten faldet til 1,77, hvilket dog stadig er det næsthøjeste i Australien (efter Northern Territory).
Større byer er Hobart, Launceston, Devonport, Burnie og Ulverstone. Kingston regnes ofte som en separat by, men ligger indenfor Hobarts metropolområde.
| 1  | Hobart              | 178.009 | 252.669 |  |
| 2  | Launceston          | 68.813  | 110.472 |  |
| 3  | Devonport-Latrobe   | 30.297  |         |  |
| 4  | Burnie-Somerset     | 19.385  |         |  |
| 5  | Ulverstone          | 14.490  |         |  |
| 6  | Sorell-Dodges Ferry | 14.400  |         |  |
| 7  | Kingston            | 10.409  |         |  |
| 8  | George Town         | 7.117   |         |  |
| 9  | Wynyard             | 5.990   |         |  |
| 10 | New Norfolk         | 5.834   |         |  |
| 11 | Smithton            | 3.881   |         |  |
| 12 | Penguin             | 3.849   |         |  |

### Oprindelse og indvandring
| Fødeland      | Indbyggere |
| ------------- | ---------- |
| Australien    | 411.490    |
| England       | 18.776     |
| New Zealand   | 4.997      |
| Fastlandskina | 3.036      |
| Skotland      | 2.283      |
| Holland       | 2.193      |
| Tyskland      | 2.108      |
| Indien        | 1.980      |
| USA           | 1.630      |
| Filippinerne  | 1.616      |
| Sydafrika     | 1.524      |
| Malaysia      | 1.409      |

Ved folketællingen i 2016 var de hyppigst angivne oprindelser:
- Engelsk (47,7%)
- Australsk (46,3%)
- Irsk (11,7%)
- Skotsk (10,0%)
- Oprindelig (4.6%)
- Tysk (3,9%)
- Nederlandsk (2,2%)
- Italiensk (1,5%)
- Kinesisk (1,5%)

19,3% af befolkningen var født uden for Australien ved folketællingen i 2016. De fem største grupper kommer fraEngland (3,7%), New Zealand (1%), Fastlandskina (0,6%), Skotland (0,4%) og Holland (0,4%).
4,6% af befolkningen eller 23.572 mennesker, identificerede sig som indfødte australiere (aboriginere og Torres Strait øboere) i 2016.

### Sprog
Ved folketællingen i 2016 talte 88,3% af befolkningen engelsk hjemme. Andre sprog var standard mandarin (0,8%), nepalesisk (0,3%), græsk (0,2%) og Italiensk (0,2%).

### Religion
Ved folketællingen i 2016, var den mest almindelige religion anglikanisme (20,4%) og katolicisme (15,6%), mens 37,8% af befolkningen angav ingen religion.

## Administration
Tasmaniens regeringsform er beskrevet i forfatningen fra 1856, men dog ændret mange gange siden. Siden 1901 har Tasmanien været en delstat i den Australske Føderation, og den australske forfatning regulerer magtfordelingen.
Tasmanien er repræsenteret med 12 senatorer i det australske senat lige som de andre delstater. I Repræsentanternes Hus har Tasmanien 5 pladser, som er det mindste antal garanteret af forfatningen. Antallet af pladser er for delstaterne ellers styret af befolkningens relative størrelse, men Tasmanien har aldrig været berettiget til fem pladser alene på befolkningens størrelse.
Det tasmanske parlament består af to kamre: House of Assembly (underhuset) med 25 medlemmer og Legislative Council (overhuset) med 15 medlemmer. Tasmanien er delt op i fem valgkredse med hver fem pladser. Til underhuset vælges medlemmerne for maksimalt 4 år af gangen.

### Valg
Siden 1934 har Tasmaniens premierminister været fra Labor Party eller Liberal Party. Labor har haft regeringsmagten størstedelen af tiden, men siden 2014 har de liberale haft premierministerposten. Will Hodgman blev regeringsleder i 2014, men trådte tilbage i januar 2020 midt i en valgperiode. Han blev afløst af Peter Gutwein.
Ved valget i 2021 fastholdt de liberale magten med et enkelt mandats flertal. Det er første gang de Liberale har vundet tre gange i træk.

### Politik
Tasmanien har flere underudviklede regioner, men forslag om lokal udvikling er ofte blevet mødt af offentlig modstand og miljøkrav. Især har vandkraftprojekter været debatteret i den sidste del af det 20. århundrede. I 1970' erne førte modstanden mod oversvømmelsen af Lake Pedder til dannelsen af verdens første grønne parti United Tasmania Group.
I starten af 1980'erne var der stor offentlig debat om den planlagte Franklin River Dæmning. Modstanden mod dæmningen blev støttet af mange australiere uden for Tasmanien, og var medvirkende til valget af Labors Bob Hawke som premierminister i 1983. Hans regering stoppede efterfølgende byggeriet af dæmningen. Siden 1980'erne er miljødebatten skiftet til skovning af gamle træer og minedrift i Tarkine regionen, hvilket har splittet befolkningen.
I 1996 blev der valgt 35 medlemmer ind i underhuset (7 pladser i hver af fem valgkredse). ved valget i 1998 var det reduceret til 25. Det betød, at de Grønne gik fra fire pladser til ét og de store partier Labor og de Liberale kunne øge deres relative andel af pladserne. Denne ændring blev indført til trods for at befolkningstallet var steget og uden offentlig debat. Underhusets valgkomité anbefalede i 2020 i en rapport, at antallet af pladser skulle øges fra 25 til 35 med den begrundelse at den lille repræsentation undergravede demokratiet.

### Lokalregeringer
Tasmanien har 29 lokalregeringsområder. Lokalregeringer har ansvaret for de funktioner, der bliver delegeret fra Tasmaniens parlament. Det kan være byplanlægning, vejnet og affaldssortering. Lokalregeringernes indtægter kommer mest fra ejendomsskatter og regeringsbevillinger.

## Økonomi
Traditionelt har Tasmaniens vigtigste indtægtskilder været minedrift (kobber, zink, tin og jern), landbrug og skovbrug. Tasmanien har siden 2006 været tilsluttet det australske elnet. I 1940'erne og 1950'erne var der en kraftig udbygning af vandkraftkapaciteten styret af det delstatsejede Hydro Tasmania. Gennem de sidste hundrede år har alle de dominerende erhverv oplevet op- og nedture med medfølgende bevægelser i arbejdskraft og bosætning. Delstaten har også stor eksport af fisk og skaldyr (laks, abalone og krebs).
I 1960'erne og 1970'erne var der et fald i traditionelle afgrøder som æbler og pærer, men andre afgrøder er vokset i betydning. Fra 1995 til 2010 blev nye landbrugsprodukter som vin, safran, pyrethrin (naturligt insektmiddel udvundet fra blomster) og kirsebær introduceret af Tasmanian Institute of Agricultural Research.
God økonomi hos de australske forbrugere, billige flyrejser og to nye Spirit of Tasmania færger har alle bidraget til en voksende turistindustri.
Arbejdsløsheden i Tasmanien var i december 2021 på 3,9%, lidt under det australske gennemsnit på 4,2%. Lønningerne i Tasmanien er de laveste i hele Australien.
56.500 er ansat i den offentlige sektor. Andre store arbejdsgivere er Nyrstar, Norske Skog, Grange Resources, Rio Tinto, det romersk-katolske ærkebispesæde i Hobart og Federal Group. Små og mellemstore virksomheder er en vigtig del af den tasmanske økonomi som f.eks. Incat, Moorilla Estate og Tassal. Sidst i 1990'erne placerede en række australske firmaer deres call centre i delstaten, fordi de fik adgang til billige fiberforbindelser.
34% af tasmanierne er afhængig af overførselsindkomster. Det skyldes til dels et stort antal ældre i Tasmanien, som får alderspension. På grund af den smukke natur, friske luft og billige boliger er Tasmanien blevet et populært sted at trække sig tilbage for australske pensionister.
| Sektor                                   | AUD (milliarder) | %    |
| ---------------------------------------- | ---------------- | ---- |
| Byggeri                                  | 7,989            | 13,7 |
| Industri                                 | 7,421            | 12,7 |
| Sundhedspleje og socialhjælp             | 6,303            | 10,8 |
| Landbrug                                 | 5,115            | 8,7  |
| Offentlig administration og sikkerhed    | 3,572            | 6,1  |
| Transport og logistik                    | 3,269            | 5,6  |
| Finans- og forsikringsydelser            | 3,030            | 5,2  |
| Uddannelse                               | 2,794            | 4,8  |
| Elektricitet, gas, vand og renovation    | 2,637            | 4,5  |
| Detailhandel                             | 2,552            | 4,4  |
| Information, medier og telekommunikation | 2,246            | 3,8  |
| Tekniske og videnskabelige ydelser       | 2,033            | 3,5  |
| Minedrift                                | 1,875            | 3,2  |
| Engroshandel                             | 1,687            | 2,9  |
| Hotel og restauration                    | 1,586            | 2,7  |
| Andre serviceydelser                     | 1,360            | 2,3  |
| Udlejning og ejendomshandel              | 1,117            | 1,9  |
| Administrative serviceydelser            | 1,045            | 1,8  |
| Kunst og fritid                          | 0,893            | 1,5  |
| Total                                    | 58,523           | 100% |

| Sektor                                   | Antal   | %    |
| ---------------------------------------- | ------- | ---- |
| Sundhedspleje og socialhjælp             | 36,631  | 14,6 |
| Detailhandel                             | 26,290  | 10,5 |
| Uddannelse                               | 23,272  | 9,3  |
| Byggeri                                  | 20,688  | 8,3  |
| Offentlig administration og sikkerhed    | 20,137  | 8,0  |
| Industri                                 | 18,897  | 7,5  |
| Hotel og restauration                    | 18,554  | 7,4  |
| Landbrug                                 | 15,021  | 6,0  |
| Tekniske og videnskabelige ydelser       | 14,097  | 5,6  |
| Transport og logistik                    | 10,691  | 4,3  |
| Andre serviceydelser                     | 8,739   | 3,5  |
| Administrative serviceydelser            | 6,535   | 2,6  |
| Engroshandel                             | 6,185   | 2,5  |
| Kunst og fritid                          | 5,992   | 2,4  |
| Finans- og forsikringsydelser            | 5,248   | 2,1  |
| Elektricitet, gas, vand og renovation    | 4,321   | 1,7  |
| Information, medier og telekommunikation | 3,552   | 1,4  |
| Udlejning og ejendomshandel              | 2,990   | 1,2  |
| Minedrift                                | 2,780   | 1,1  |
| Total                                    | 250,621 | 100% |

## Transport

### Luftfart
De største flyselskaber, som har ruter til Tasmanien er Jetstar, Virgin Australia, Qantas, QantasLink og Rex Airlines. Der er direkte forbindelser til Brisbane, Gold Coast, Melbourne og Sydney. De to største lufthavne er Hobart Airport og Launceston Airport, mens der er mindre lufthavne i Burnie og Devonport samt på King Island. Der er også en turistbaseret rute fra Cambridge Aerodrome nær Hobart til Melaleuca i Southwest National Park.

### Antarktis base
Tasmanien, især Hobart, er Australiens vigtigste forbindelsesled til Antarktis, og Australian Antarctic Division er placeret i Kingston tæt på Hobart. Hobart er også hjemhavn for det franske skib l'Astrolabe, som sejler med forsyninger til franske besiddelser ved og i Antarktis.

### Vejnet
Stort set al intern transport i Tasmanien foregår på øens vejnet. Siden 1980'erne er mange af delstatens hovedveje blevet opgraderet. Det gælder Hobart Southern Outlet, Launceston Southern Outlet, Bass Highway og Huon Highway. Offentlig transport med busser er samlet under Metro Tasmania. En række private selskaber har busruter mellem de større byer

### Jernbaner
Jernbanenettet i Tasmanien består af smalsporede baner, som forbinder de fleste byer og også når til mineområder og skovbrugsområder på vestkysten og i nordvest. Jernbanenettet drives af det delstatsejede TasRail. Regulær passagertransport ophørte i 1977. De eneste faste afgange er fragttog, men der findes turisttog som West Coast Wilderness Railway.

### Skibsfart
Hobarts havn er en dyb naturhavn med en betydelig erhvervs- og fritidstrafik. Omkring 120 krydstogtskibe besøger Hobart i sommerhalvåret. Der er også jævnligt besøg af flådens skibe.
Burnie og Devonport på nordvestkysten har betydelige havne og flere andre kystbyer har små fiskerihavne eller lystbådehavne. Fra Devonport er der færgeforbindelse til fastlandet, som drives af det delstatsejede TT-Line. Indtil 2021 gik forbindelsen til Melbourne, men fra 2022 bliver den flyttet til Geelong. Der er normalt en eller to daglige afgange med en sejltid omkring 11 timer. I Tasmanien ligger også skibsværftet Incat, som bygger hurtigsejlende katamaranfærger i aluminium, som flere gange har sat hastighedsrekorder. Den tasmanske regering prøvede dem på Bass Strait, men stoppede sejladsen, da man var bekymret for sikkerheden under de til tider ekstreme forhold i Bassstrædet.[kilde mangler] To af det danske rederi Molslinjens færger er bygget af Incat.